# Кривоклювая тимелия Хорсфильда
Кривоклювая тимелия Хорсфильда (лат. Pomatorhinus horsfieldii) — вид воробьиных птиц из семейства тимелиевых (Timaliidae). Известна на полуострове Индостан в ряде лесных местообитаний. Чаще всего обнаруживается по характерным крикам, включающим перекличку пары птиц. Её обычно трудно увидеть, поскольку она кормится в густой растительности. Названа так из-за своего длинного кривого клюва. В прошлом её считали подвидом гималайской кривоклювой тимелии, встречающегося вдоль Гималаев.

## Описание
Длина тела 22 см. Главной отличительной чертой этой птицы является длинный изогнутый жёлтый клюв, имеющий черноватый оттенок у основания верхней челюсти. Имеет оригинальный окрас головы с длинной белой «бровью» над широкой чёрной полосой, проходящей через глаз. Белое горло и грудь контрастируют с тёмно-серовато-коричневым окрасом верхней стороны тела и с тёмно-серым, вплоть до чёрного окрасом на большей части нижней стороны тела. Хвост широкий и длинный. Птицы имеют короткие, круглые крылья и, будучи плохими летунами, редко летают на открытом месте.
Кривоклювая тимелия Хорсфильда использует свой длинный кривой клюв, чтобы добывать из лесной подстилки и из-под коры пищу, в основном насекомых и ягоды. Их обычно трудно наблюдать в густой растительности, которую они предпочитают, но, как и многие другие тимелиевые, это шумные птицы, и их характерные крики часто являются лучшим признаком присутствия этих птиц. Сам крик состоит из громкого мягкого и чистого «уп-пу-пу-пу», затем переходящего в «кру-кру».

## Распространение
Это единственный представитель рода кривоклювых тимелий на полуострове Индостан. Этот вид встречается к югу от границы между Раджастханом и Ориссой.

## Таксономия и систематика
Кривоклювая тимелия Хорсфильда очень близка к гималайской кривоклювой тимелии (Pomatorhinus schisticeps), в прошлом считаясь её подвидом. Последняя встречается вдоль предгорий Гималаев. Молекулярные исследования подтверждают эту взаимосвязь.
Было обнаружено несколько подвидов: подвид P. h. travancoreensis встречающийся в западных Гатах к югу от Гоа и более темно окрашенный (смотри Правило Глогера). Номинативный подвид P. h. horsfieldii встречается на равнине в южной части полуострова. Подвид P. h. obscurus обитающая в сухой местности на северо-западе (Мадхья-Прадеш, Раджастхан и Гуджарат; возможно, Орисса) окрашена светлее и серее. P. h. maderaspatensis из Восточных Гат имеет окраску оперения, промежуточную между номинативным подвидом и P. h. obscurus. Подвид P. h. maderaspatensis не имеет черного основания верхней челюсти и у них более короткий клюв. Это было зарегистрировано от Palkonda Hills, Nallamala Hills, Kurumbapatti и до Shevaroy Hills.
Ранг шри-ланкийской формы, которая ранее рассматривалась как подвид P. h. melanurus, большинством исследователей поднят до вида Pomatorhinus melanurus из-за географической изоляции и наличия отличительных признаков. Pomatorhinus melanurus, однако, отвечают на призывные крики индийской формы.

## Поведение и экология
Кривоклювая тимелия Хорсфильда оседлая (не перелетная) птица. Её среда обитания — первичный и вторичный лес главным образом в холмистых областях. Она питается насекомыми на земле или на растительности. На земле они могут ворошить опавшие листья или рыться в лесной подстилке в поисках корма. Могут иногда присоединяться к кормящимся группам представителей разных видов птиц.
Они размножаются с декабря по май. Гнездо представляет собой крупную и рыхлую шаровидную массу листвы, скрытую в кустах на земле или низких ветвях кустов. Они откладывают в среднем три яйца (но бывает от двух до четырех) белого цвета.